# Kronberger 61
Kronberger 61 oder kurz Kn 61 ist ein Planetarischer Nebel im Sternbild Leier. Der Nebel ist von dem Physiker und Amateurastronom Matthias Kronberger in den Daten der Digitized Sky Survey entdeckt worden.